# 1252

## Събития
- Стокхолм е основан

## Починали
- 3 февруари – Светослав III, велик княз на Владимирско-Суздалското княжество
- 12 ноември – Бланш Кастилска, кралица на Франция